# 클로드 밀러
클로드 밀레르(Claude Miller, 프랑스어 발음: [milɛʁ], 1942년 2월 20일 ~ 2012년 4월 4일)는 프랑스의 영화 감독이자 각본가이다.
유대인 가정에서 태어났다. 1962년부터 1963년까지 프랑스의 영화 학교 IDHEC에 다녔으며, 1965년부터 1974년까지는 로베르 브레송, 장뤼크 고다르 등 여러 감독 밑에서 일했다.

## 작품
- 2003년 《우리의 릴리》
- 2007년 《언 시크릿》
- 2009년 《마칭밴드》
- 2011년 《Watch While They Dance(워치 와일 데이 댄스)》
- 2012년 《Thérèse Desqueyroux》